# Bolesław Jażdżewski
Bolesław Jażdżewski (kaszb. Bòlesłôw Jażdżewsczi; ur. 3 sierpnia 1921 w Lipuskiej Hucie, zm. 18 kwietnia 2003 w Gdańsku) – kaszubski rolnik, pisarz i poeta.

## Życiorys
Urodził się w gburskiej rodzinie. W czasie okupacji hitlerowskiej został wcielony do Wehrmachtu i wysłany do Bretanii na front zachodni, gdzie nawiązał współpracę z francuskim ruchem oporu. Zdezerterował z armii niemieckiej i trafił do Polskich Sił Zbrojnych na Zachodzie. Po powrocie do Polski w 1946 r. zajął się rolnictwem, początkowo w poniemieckim gospodarstwie w powiecie miasteckim, a następnie w rodzinnym gospodarstwie w Lipuskiej Hucie. Na emeryturze zajął się pisarstwem, tworząc w języku polskim i kaszubskim. Swoje życie opisał w trzech tomach Wspomnień kaszubskiego gbura. Ostatnie lata życia spędził w Niestępowie. Zmarł w Szpitalu Wojewódzkim w Gdańsku. Został pochowany na cmentarzu parafialnym w Lipuszu.

## Dzieła
Książki
- Wspomnienia kaszubskiego gbura. Część pierwsza 1921–1943, Gdańsk: Zrzeszenie Kaszubsko-Pomorskie, 1992, ISBN 83-85011-59-5. Brak numerów stron w książce
- Wspomnienia kaszubskiego gbura. Część 2: Mój udział w drugiej wojnie światowej, Gdańsk: Instytut Kaszubski, 2002, ISBN 83-89079-05-4. Brak numerów stron w książce
- Wspomnienia kaszubskiego gbura. Cz. 3. Okres powojenny, Gdańsk: Instytut Kaszubski, 1999, ISBN 83-912809-3-4. Brak numerów stron w książce
- Jôrmark w Bòrzëszkach, Gdańsk: Instytut Kaszubski, 2003, ISBN 978-83-89079-15-2. Brak numerów stron w książce

Wiersze
- Panie Boże doj!, 1991
- Nasza checz, 1993
- Ostatnio droga, 1993
- Żeczba, 1993

Opowiadania
- Kontopsczie jezoro, 1995
- Jak tuszkowioce baraszkowele, 1996
- Ożenk bez posagu, 1997